# Wypadek kolejowy w Khatauli
Wypadek kolejowy w Khatauli – około godziny 17:45 pociąg Kalinga Utkal Express należący do Northern Railway wykoleił się w miejscowości Khatauli koło Muzaffarnagar w stanie Uttar Pradesh w Indiach. Z szyn wypadło 13 wagonów, dodatkowo doszło ich do spiętrzenia, a niektóre uderzyły w pobliskie domy.
Akcję ratunkową utrudniał zapadający zmrok. Oprócz karetek pogotowia do akcji skierowano także jednostkę antyterrorystyczną, jednak – jak się okazało – nic nie wskazuje na zamach.